# Muscocyclops bidenatus
Muscocyclops bidenatus é uma espécie de crustáceo da família Cyclopidae.
É endémica do Brasil.
Os seus habitats naturais são: pântanos.